# 黃德几
黃德几（Dickie Wong，1976年2月24日—），香港股評人。

## 簡歷
黃德几曾就讀番禺會所華仁小學，與已故的前亞洲電視執行董事盛品儒是同學。後升讀加拿大私立學校 Mentor College，1999年畢業於約克大學經濟學系學士課程。大學期間，他曾參加《全球華人新秀歌唱大賽》，且獲得首5名，原有機會成為歌手，卻選擇於證券行業發展。
黃德几現時擔任企業培訓及投資課程導師，亦為金利豐證劵研究部執行董事、證券商協會會董、香港股票分析師協會理事、中華廠商聯合會專業諮詢服務計劃顧問、中華總商會青年委員會委員、高智商人士組織 Mensa 會員及傲翔善慈基金名譽理事，定期在電視台、電台、網上媒體主持財經節目，並於報章雜誌撰寫專欄和教授理財心得。

## 家庭生活
黃德几於2009年與女朋友 Eva 結婚，兩人育有一子（Arlend）一女（Aika）。

## 演出作品
ViuTV 智富通 有「几」可「成」主持
逢星期二上午11時至11:30

### 綜藝節目（無綫電視）
- 2017年：《兄弟幫》 第1980、1981集嘉賓

### 電台節目
- 《一桶金》：香港電台第一台，逢星期一中午，及星期五上午擔任嘉賓；
- 《晨光第一線》：香港電台第二台，逢星期四及星期五，晨光財經第一線環節嘉賓。
- 《几不可失》：加拿大中文電台（am1430），逢星期六下午三時至四時[10]。

## 著作
- 2010年7月21日：《投資得機》[4]

## 外部連結
- 黃德几的Facebook專頁
- 黃德几的Facebook專頁 2
- 黃德几的X（前Twitter）
- 黃德几的Instagram帳戶
- 金利豐金融集團有限公司
- Mr. Dickie Wong 黃德几先生 - 證券商協會 The Institute of Securities Dealers （页面存档备份，存于）